# ويليام إن. ريتشاردسون
ويليام إن. ريتشاردسون (بالإنجليزية: William N. Richardson) (و. 1839 – 1914 م) هو سياسي، وقاضي، ومحامي أمريكي، ولد في آثنز، كان عضوًا في الحزب الديمقراطي، توفي في اتلانتيك سيتي، عن عمر يناهز 75 عاماً.

## مناصب
تولى منصب عضو مجلس النواب الأمريكي
- عضو مجلس نواب ألاباما

.